# کیف انگلیسی
کیف انگلیسی نام یک مجموعه داستانی تلویزیونی ساخته سید ضیاءالدین دری ساخته سال ۱۳۷۸ است که از شبکه یک ایران پخش شده‌است.
داستان کیف انگلیسی در دوران موسوم به دهه طلایی آزادی اتفاق می‌افتد؛ و داستان شخصیت سیاست‌مدار - روشنفکری را در این دوران به تصویر می‌کشد. این مجموعه از مجموعه‌های موفق تلویزیونی دهه هفتاد بود که مورد توجه هر دو طیف مخاطبان خاص و عام قرار گرفت. آهنگساز این مجموعه فرهاد فخرالدینی است که آلبومی هم به همین نام به بازار ارائه داد که مجموعه‌ای از موسیقی‌های ساخته شده برای این مجموعه تلویزیونی بود.

## بازیگران
- علی مصفا
- لیلا حاتمی
- محمدرضا شریفی‌نیا
- سیروس گرجستانی
- فرهاد اصلانی
- صبا کمالی
- قطب‌الدین صادقی
- فاطمه نوری
- حسام نواب صفوی
- رضا کیانیان
- جعفر بزرگی
- عبدالله اسفندیاری
- منصور والامقام
- پیمان شریعتی
- فرشید ابراهیمیان
- مهدی تقی‌نیا
- حسام هنرمند
- پارسا لاسمی